# باشگاه فوتبال فارست گرین راورز
فارست گرین راورز (به انگلیسی: Forest Green Rovers F.C) یک باشگاه فوتبال در شهر نایلسوورث، ناحیه گلاسترشر کشور انگلستان است که در سال ۱۸۸۹ میلادی تأسیس شده‌است.